# Lekrugeria lineata
Lekrugeria lineata är en insektsart som beskrevs av Navás 1929. Lekrugeria lineata ingår i släktet Lekrugeria och familjen Berothidae. Inga underarter finns listade i Catalogue of Life.